# Зяблово (Кировская область)
 Зяблово  — опустевшая деревня в Афанасьевском районе Кировской области в составе Борского сельского поселения.

## География
Расположена на расстоянии примерно 22 км на северо-запад от центра поселения поселка  Бор на правом берегу реки Кама.

## История
Известна была с 1891 года как починок Зябловский 1-й или Пашка с 1 двором, в 1905 это починок Зябловский с 4 дворами и 17 жителями. В 1926 году здесь (Зябловский 1-й) 4 хозяйства и 25 жителей, в 1950 году (деревня Зябловская)  25 хозяйств и 91 житель. В 1989 году оставалось 10 жителей. Нынешнее название утвердилось с 1978 года.  

## Население
Постоянное население составляло 2 человека (русские 100%) в 2002 году, 0 в 2010.